# Forollhogna

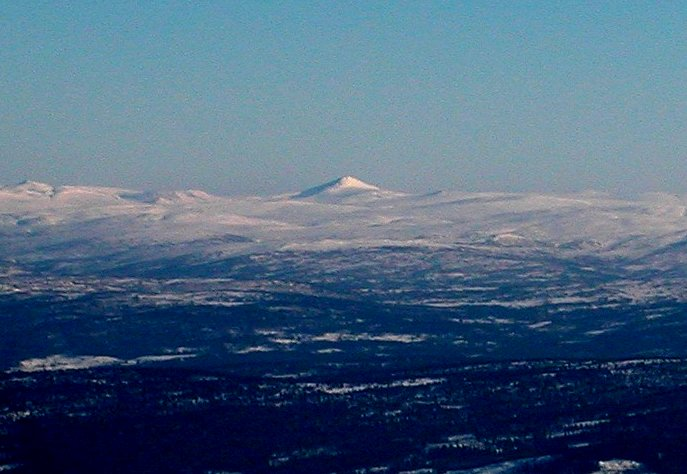
Forollhogna.

Forollhogna (1 332 m ö.h.) är ett berg på gränsen mellan Os kommun i Innlandet fylke samt Midtre Gauldals och Holtålens kommuner i Trøndelag fylke. Berget ligger väster om Forellsjøen och utgör den centrala och högst belägna delen av Forollhogna nationalpark.